# Gil (football, 1950)
Pour les articles homonymes, voir Gil.
 Gilberto Alves, plus connu avec le surnom Gil, est un footballeur brésilien né le 24 décembre 1950 à Nova Lima (Brésil). Il jouait attaquant avec Fluminense FC et l'équipe du Brésil.
Il compte 41 sélections (11 non officielles) en équipe nationale (13 buts) et a disputé la Coupe du monde 1978 (sept matches joués).

## Clubs
- 1970 – 1971 : Cruzeiro EC ( Brésil)
- 1972 – 1972 : Vila Nova Futebol Clube ( Brésil)
- 1973 – 1973 : EC Comercial (Campo Grande) ( Brésil)
- 1973 – 1977 : Fluminense FC ( Brésil)
- 1977 – 1980 : Botafogo FR ( Brésil)
- 1980 – 1980 : SC Corinthians ( Brésil)
- 1980 – 1982 : Real Murcie ( Espagne)
- 1982 – 1982 : Coritiba FC ( Brésil)
- 1983 – 1986 : SC Farense ( Portugal)

## Palmarès
- Championnat de l'État de Rio de Janeiro en 1975 et 1976 avec Fluminense FC
- Coupe Guanabara en 1975 et 1976 avec Fluminense FC
- Coupe Rio Branco en 1976 avec Fluminense FC
- Coupe Roca en 1976 avec Fluminense FC
- « Ballon d'argent brésilien » en 1975